# 巴特勒 (紐約州)
巴特勒（英語：Butler）是一個位於美國紐約州韋恩縣的鎮。

## 人口
根據2020年美國人口普查的數據，巴特勒的面積為96.27平方千米，當中陸地面積為96.06平方千米，而水域面積為0.20平方千米。當地共有人口1835人，而人口密度為每平方千米19人。